# Christophe Felder
Christophe Felder (Benfeld, Bas-Rhin, 1965) es un confitero y chocolatero francés.

## Biografía
Christophe Felder pasó su infancia en Schirmeck en Alsacia, donde su padre era panadero. Se formó en Estrasburgo en la pastelería Litzler-Vogel y luego en Bourguignon, en Metz. A los 17 años, ganó su primera medalla de oro con las felicitaciones del jurado en la Feria Europea de Estrasburgo. 
Después de haber estado en Fauchon junto a Guy Savoy, a los 23 años ingresó en el hotel de Crillon como pastelero, donde trabajó durante 15 años. Christophe Felder es considerado por algunos críticos como el creador de postres en el plato.
También colabora con la empresa francesa de pastelería Henri Charpentier, la primera en Japón. Christophe Felder fue elevado al rango de caballero de Artes y Letras en 2004. El mismo año, después de marcharse del hotel de Crillon, creó los primeros cursos de pastelería artesanal solo para el público aficionado. Desde 2005 se hizo cargo de hoteles como el Hotel Kleber en Estrasburgo, junto con varios amigos de la infancia.
Apareció en MasterChef durante una prueba bajo presión el 20 de septiembre de 2012 y presentó un trabajo : la Valentine.
A finales de 2012, se hizo cargo del pâtisserie Oppé en Mutzig, Alsacia, junto con Camille Lesecq (expastelero del palacio parisino Le Meurice, pastelero del año 2010). La pastelería aún conserva el nombre de Oppé, pero de a poco está cambiando a Les Patissiere.

## Distinciones
- Caballero de la Orden de las Artes y las Letras
- Caballero de la Orden Nacional del Mérito.